# Lac-Mégantic
Cet article concerne la ville située au Québec. Pour le lac, voir Lac Mégantic.
Lac-Mégantic, ou parfois simplifié en Mégantic, est une ville canadienne au Québec, chef-lieu de la MRC du Granit, dans la région de l'Estrie.
La population compte près de 6 000 habitants, mais près de 10 000 si l'on compte les petites municipalités l'entourant telles que Frontenac, Marston et Nantes.
Une grande partie de son moteur économique se base sur le bois et le granit, principales ressources naturelles de la région, ainsi que sur le tourisme, sans cesse grandissant, de par la grandeur et la qualité des forêts, lacs et montagnes des environs.
Lac-Mégantic a connu en juillet 2013 une des pires catastrophes ferroviaires au Canada. Quarante-sept personnes ont été tuées, et le centre-ville a été détruit en grande partie. En 2024, il est toujours en cours de reconstruction.

## Toponymie
« Les municipalités des villages de Mégantic et d'Agnès, respectivement érigées en 1885 et 1895, devaient fusionner en 1907 pour former la ville de Mégantic dont l'appellation était modifiée en 1958 en Lac-Mégantic, pour refléter davantage sa position géographique ».

## Géographie
Lac-Mégantic est située à l'extrémité Est de la région administrative de l'Estrie, dans la MRC du Granit, à 35 km de la frontière canado-américaine et de l'État du Maine. La rivière Chaudière a sa source dans le lac Mégantic et se jette dans le fleuve Saint-Laurent, quelque 175 km plus au nord, près de Lévis (Saint-Romuald). La ville de Lac-Mégantic est située à 50 km du mont Mégantic, où se situe l'observatoire astronomique le plus puissant de l'est de l'Amérique du Nord.

## Histoire

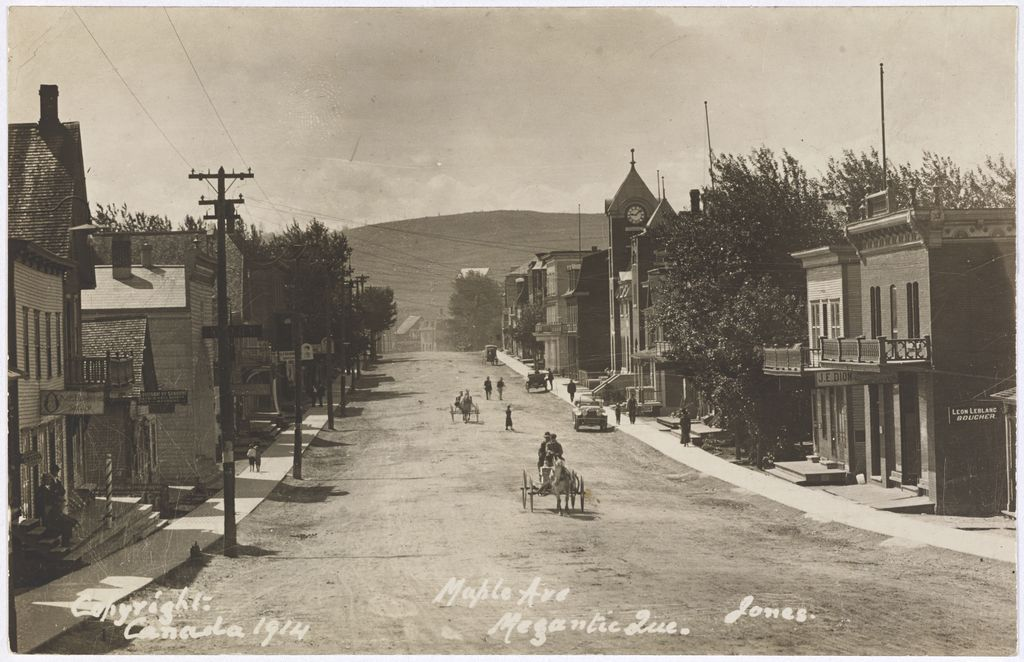
Avenue Maple, Lac-Megantic, carte postale, vers 1914.

La date d'établissement des premières populations et les faits qui entourent les premiers développements de Mégantic sont mal connus.
L'hypothèse la plus plausible est que la découverte du site de Mégantic serait due au zèle d'un missionnaire catholique, le Père Druillettes, de la compagnie de Jésus, en 1646 via le passage Chaudière-Kennebec. Il était venu convertir les Abénakis. Cependant, c'est seulement deux siècles plus tard que l'on vit les premiers colons s'installer dans la région. Le nom de Mégantic viendrait du mot abénaqui « namesokanjik » qui signifie « lieu où se tiennent les poissons ».
Le 26 octobre 1775, les troupes du général Benedict Arnold campent dans la région alors qu'elles se préparent à assiéger Québec. Une plaque rappelle l'événement.
L'événement historique qui marquera le point de départ de l'expansion du centre urbain de Mégantic est l'inauguration du chemin de fer international du Canadien Pacifique. Mégantic est le lieu de rencontre de deux chemins de fer à cette époque : le Canadien Pacifique et le Québec Central (appartenant maintenant au MTQ). Cependant, le CP demeure le plus important en raison de son adaptation à un volumineux trafic de marchandises et de voyageurs. La Gare de Lac-Mégantic fut inscrit au Registre du patrimoine culturel du Québec le 19 février 2001.
Lac-Mégantic tire son origine de deux villages : Agnès et Mégantic. Elle comprend deux paroisses, Sainte-Agnès et Notre-Dame-de-Fátima. Les deux villages furent réunis par le premier pont en 1877.
L'industrie de la région à cette époque s'est orientée dans le domaine du bois à cause des nombreuses forêts disponibles naturellement. Elle comporte plusieurs secteurs dont le sciage (moulin Nantais), l'industrie du meuble, l'industrie des pâtes et papiers. Le lac Mégantic servait au flottage de billots de bois et le bateau à vapeur servait à remorquer les billots vers la scierie. Le premier bateau à vapeur de la région, construit par un dénommé Georges Flint en 1881, s'appelait le Lena.
À l'époque de la révolution industrielle, Mégantic était composée d'une population provenant majoritairement des classes rurales et ouvrières. En 1907, le salaire quotidien pour un journalier se situait autour d'un dollar à 1,50 $CA. Ces classes habitaient, à l'époque, le quartier nord de la ville, tandis que les gens qui exerçaient une profession libérale ainsi que les commis de magasin et les employés d'institutions financières vivaient dans le quartier centre (centre-ville).
Le premier maire de la ville (1885–1888) de Lac-Mégantic se nommait Malcom McAuley et fut connu par l'affaire Donald Morrison.
Dans la vie religieuse, un nom qui marqua l'époque est celui du curé Joseph Édouard Eugène Choquette, qui était, dans ses temps libres, un scientifique amateur. Il a été l'instigateur d'un système d'éclairage électrique, qui, à la veille de Noël 1898, illumina toute la ville, et d'une compagnie d'électricité. Le curé Choquette était aussi un photographe amateur.

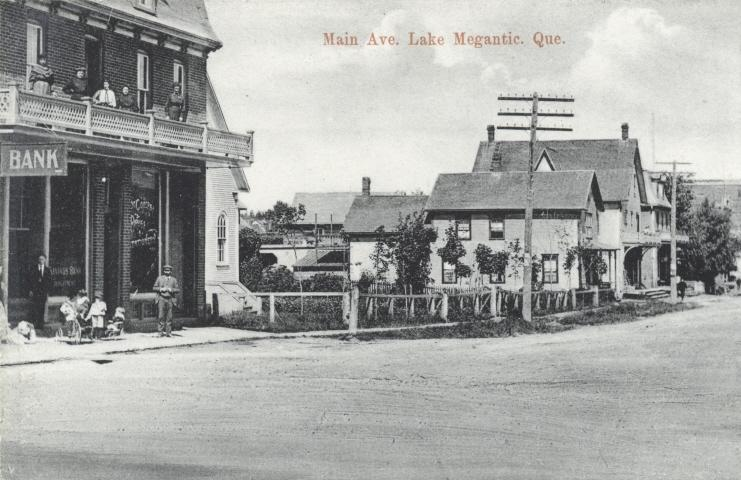
Avenue Principale, Lac-Mégantic, 1910.

La première banque à ouvrir une succursale dans la ville est la People's Bank of Halifax, au mois de décembre 1893. Le premier gérant de cette banque, qui fut acquise plus tard par la Banque de Montréal, se nommait M. Aitkens de Cookshire. La bâtisse originale, qui fut construite en 1905, en même temps que l'acquisition de la People's Bank of Halifax, abritait une succursale de la Banque de Montréal jusqu’à sa fermeture en 2001. L'édifice historique au 5193, rue Frontenac servait de bureau d'aide juridique avant d'être détruit par un incendie pendant un déraillement d'un train de pétrole brut au centre de la ville en 2013,[source insuffisante].
Une autre activité économique de la région de Mégantic est le tourisme, qui attire chaque année de nombreuses personnes. Les activités les plus appréciées par les touristes sont la chasse et la pêche.

### Chronologie
- 1877 : les 2 villages sont unis par un pont de bois :
- mars 1879 : le chemin de fer entre Lennoxville et la rivière  Chaudière est terminé ;
- 1881 : le pont du chemin de fer sur la rivière est construit;
- 9 janvier 1885 : érection du village de Megantic ;
- 22 avril 1895 : érection du village d'Agnès ;
- 12 novembre 1895 : fondation d’un couvent au village d’Agnès par les sœurs de la Congrégation de Notre-Dame[9].
- 14 mars 1907 : fusion des villages Megantic et Agnès et érection de la ville de Mégantic ;
- 14 février 1958 : la ville de Mégantic devient Lac Mégantic ;
- 15 mars 1969 : la ville de Lac Mégantic devient Lac-Mégantic.

### Accident ferroviaire
Le 6 juillet 2013, vers 1 h 14 du matin, un train composé de 72 wagons-citernes transportant du pétrole brut et de 5 locomotives (qui ont continué leur route) de la compagnie Montreal, Maine & Atlantic déraille dans le centre-ville de Lac-Mégantic. Cinq wagons-citernes explosent et un incendie ravage la ville, forçant l'évacuation d'environ 2 000 personnes. Le 19 juillet 2013, la Sûreté du Québec confirme son bilan de 47 morts notant que cinq corps n'avaient pas été retrouvés. Plus de 150 pompiers provenant de différentes municipalités et des États-Unis ont combattu les flammes.
En février 2023, une série intitulée Mégantic est diffusée sur la chaîne câblée canadienne Club Illico en lien avec la tragédie.

## Jumelage
Lac-Mégantic est jumelée avec la ville de Dourdan, dans le département français de l'Essonne depuis 1989 et avec Farmington, Maine aux États-Unis depuis 1991.
Le jumelage de la Ville de Farmington à celle de Lac-Mégantic fut proclamé le 8 juin 1991 et signé par le maire Jean Lessard et par Peter F. Tracy. L’objectif de cet accord est de promouvoir des échanges dans les domaines de l’éducation, de la culture, de l’industrie, du tourisme et de l’économie.

## Administration
Les élections municipales se font en bloc et suivant un découpage de six districts.
| Lac-Mégantic Maires depuis 2005                                                                                      |                     |                                |          |
| Élection | Maire               | Qualité                        | Résultat |
| 2005 | Colette Roy Laroche | Élection 2013 reportée en 2015 | Voir     |
| 2009 | Colette Roy Laroche | Élection 2013 reportée en 2015 | Voir     |
| 2013 | Colette Roy Laroche | Élection 2013 reportée en 2015 | Voir     |
| 2015 | Jean-Guy Cloutier   |                                | Voir     |
| 2017 | Julie Morin         |                                | Voir     |
| 2021 | Julie Morin         | Voir                           |          |
| Élection partielle en italique Depuis 2005, les élections sont simultanées dans toutes les municipalités québécoises |                     |                                |          |

En 2001, le ministère des Affaires Municipales prolonge le mandat du conseil municipal d'un an, en raison de l'étude d'un possible regroupement municipal avec les municipalités environnantes. En raison de l'accident ferroviaire de juillet 2013, exceptionnellement, l'Assemblée nationale a reconduit le conseil municipal en place sans élections pour une période de deux ans jusqu'en 2015.
| Année     | Nom                 |
| 1997-2002 | Jean Campeau        |
| 2002-2015 | Colette Roy-Laroche |
| 2015-2017 | Jean-Guy Cloutier   |

Cette ville fait partie de la circonscription fédérale de Mégantic-L'Érable et de la circonscription provinciale de Mégantic.

## Démographie
| 1996  | 2001  | 2006  | 2011  | 2016  | 2021  |
| ----- | ----- | ----- | ----- | ----- | ----- |
| 5 864 | 5 897 | 5 967 | 5 932 | 5 654 | 5 747 |

## Culture
La bibliothèque municipale de Lac-Mégantic, détruite dans l'incendie du centre-ville de 2013 ainsi que sa collection de 45 000 documents et le centre d'archives régionales, était reconstruite sous le nom de Nelly Arcan, écrivaine originaire de Lac-Mégantic. Les dons ont permis de ramasser une collection de plus de 31 000 documents. La Médiathèque Nelly Arcan était ouvert le 5 mai 2014,.

## Patrimoine bâti

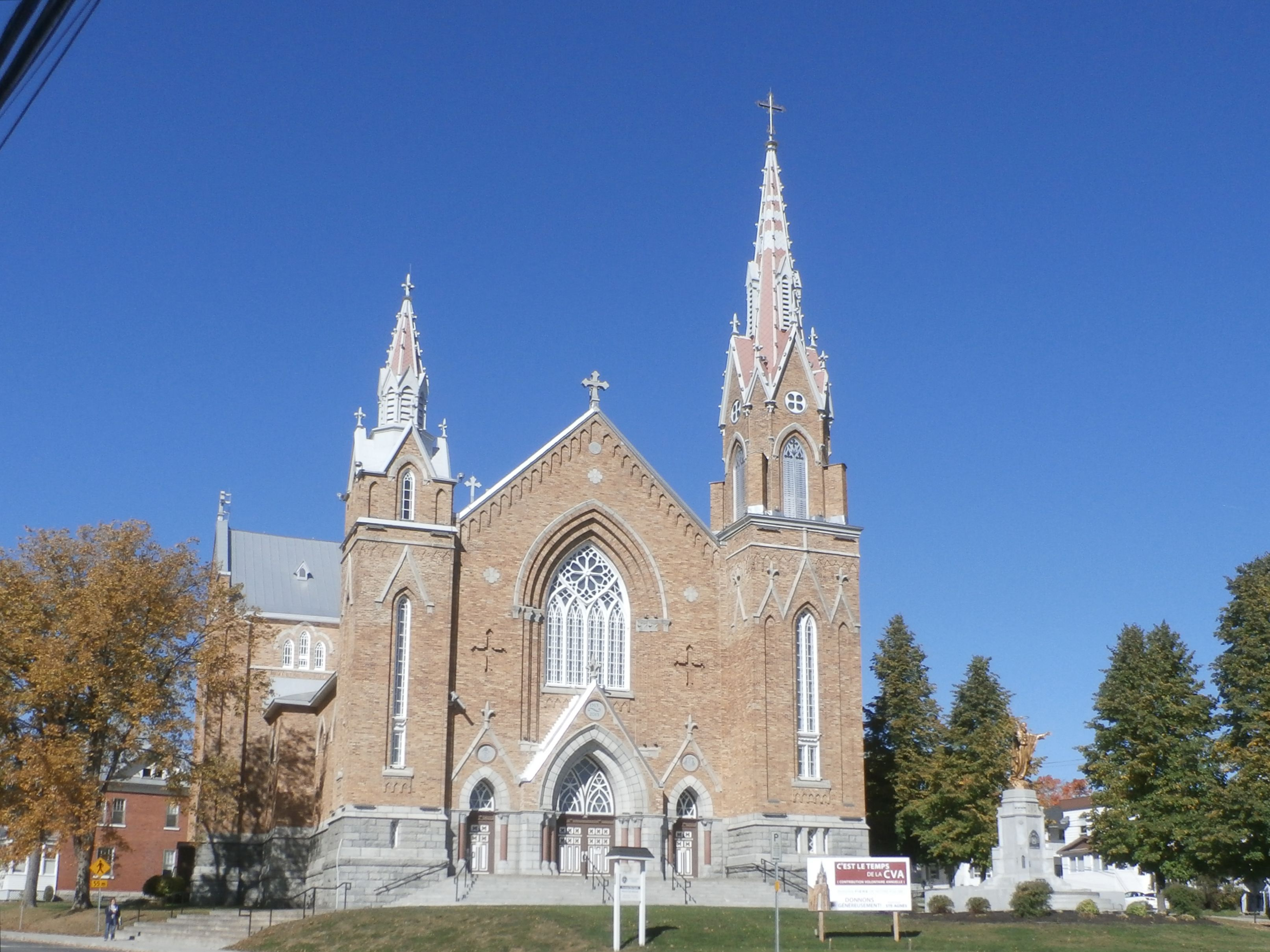
L'Église catholique Sainte-Agnès de Lac-Mégantic.

Plusieurs immeubles de la municipalité sont remarquables par leur dimension patrimoniale. Parmi ceux-ci, citons :
- l'église Sainte-Agnès, érigée entre 1911 et 1913[17], son presbytère[18] et son monument du Sacré-Coeur[19] ;
- la gare ferroviaire, construite entre 1926 et 1927[20] ;
- l'édifice Eastern-Townships-Bank, construit entre 1890 et 1898, occupé par la banque entre 1910 et 1935[21].

Parmi les lieux détruits, relevons la démolition de l'église de Notre-Dame-de-Fatima en 2014.

## Société

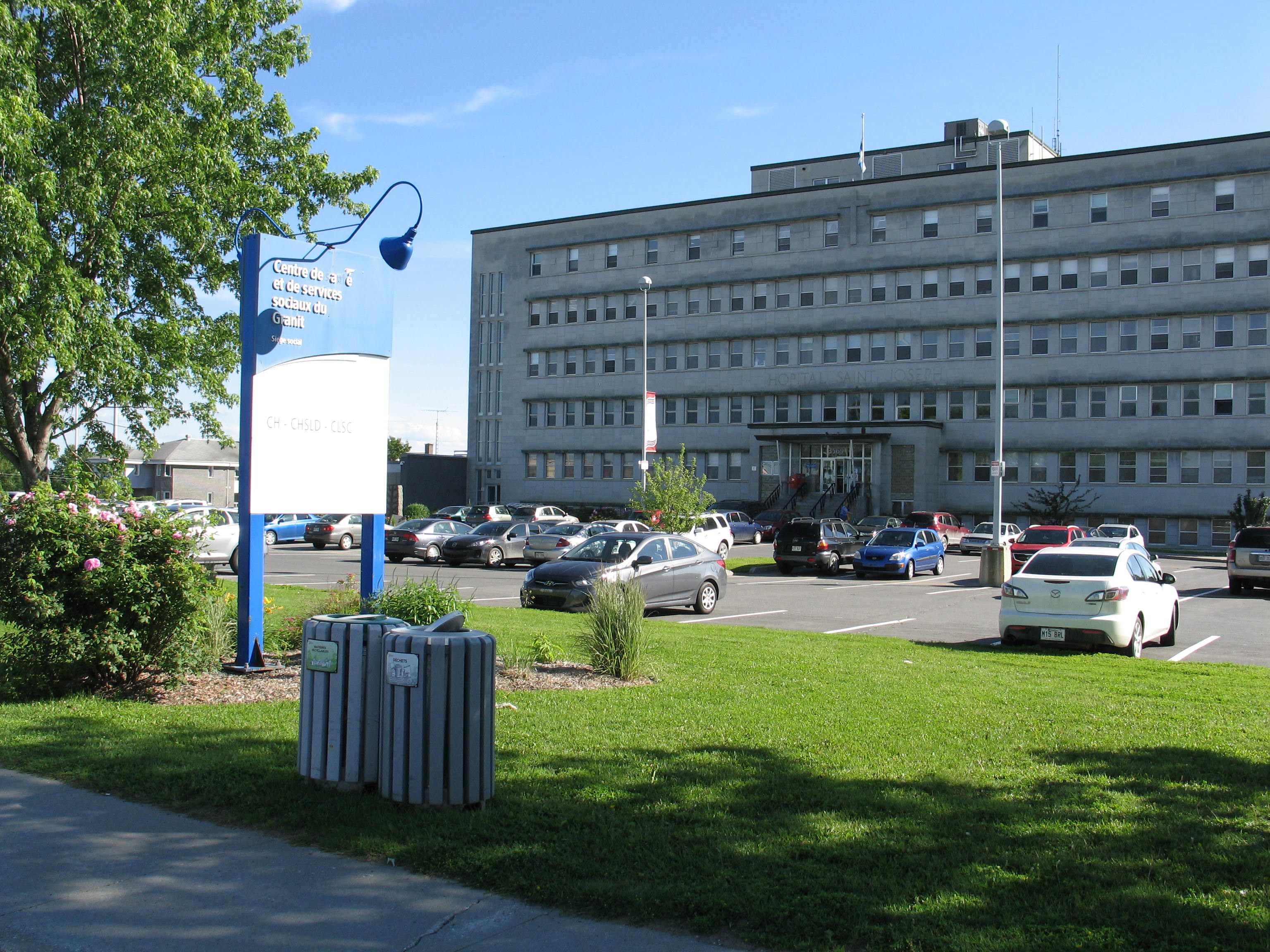
Le Centre de santé et services sociaux du Granit, sur la rue Laval, est le principal établissement de santé de la région.

La ville compte deux écoles de niveau primaire : l'école Notre-Dame-de-Fátima et l'école Sacré-Cœur ; une école de niveau secondaire : la Polyvalente Montignac. Il y a aussi le Centre de formation professionnelle Le Granit qui offre des formations professionnelles et le Centre d'études collégiales de Lac-Mégantic qui offre des formations techniques et préuniversitaires dont un programme en astrophysique unique au Québec.
De plus, depuis 2011, les gens de la région bénéficient d'un centre sportif tout neuf qui offre un large éventail d'activités sportives et éducationnelles, dont une piscine et un aréna.
La municipalité est le siège du Centre de santé et service sociaux (CSSS) du Granit. L'établissement est situé sur la rue Laval et fut ouvert le 1er juillet 1962; une école d’infirmières auxiliaires était également incluse dans l’hôpital de 1962 à 1972, plus de 300 personnes y furent diplômées. Il offre les services d'un centre local de services communautaires, un centre hospitalier de courte durée de 35 lits, et un centre hospitalier de longue durée de 44 lits.

### Personnalités
- Donald Morrison (1858-1894), hors-la-loi
- Joseph-Étienne Letellier de Saint-Just (1879-1939), député
- Alice Lafontaine (1901-1994), narratrice
- George McClellan Stearns (1901-1979), député
- Laurier LaPierre (1929-2012), journaliste, éditeur et sénateur
- André Mathieu (1942-2009), écrivain
- Claude Tessier (1943-2010), maire et député
- Maurice Bernier (1947-), député
- Nelly Arcan (1973-2009), écrivaine

## Photos de Lac-Mégantic

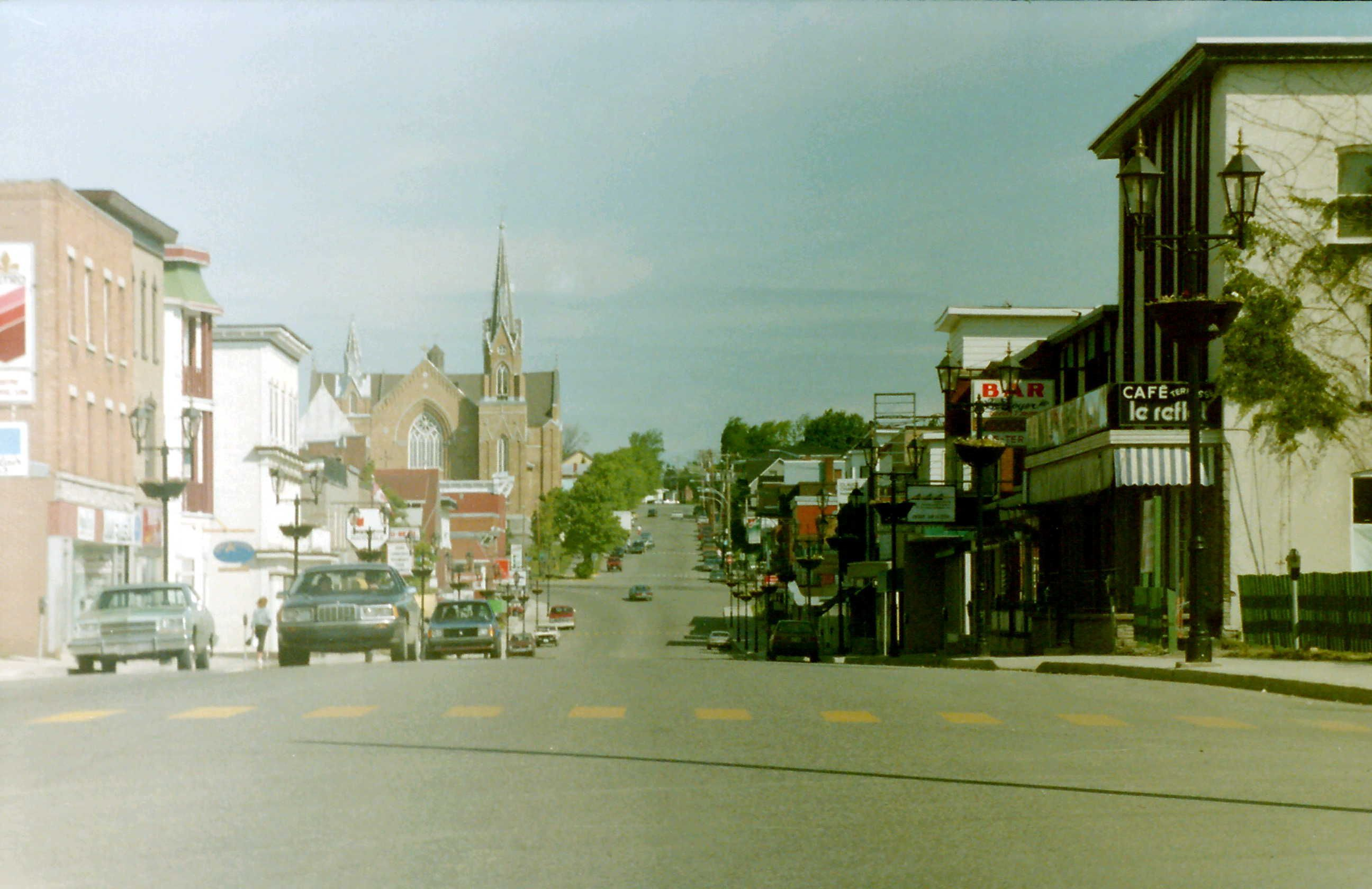
La rue Frontenac; photo prise vers 1985.
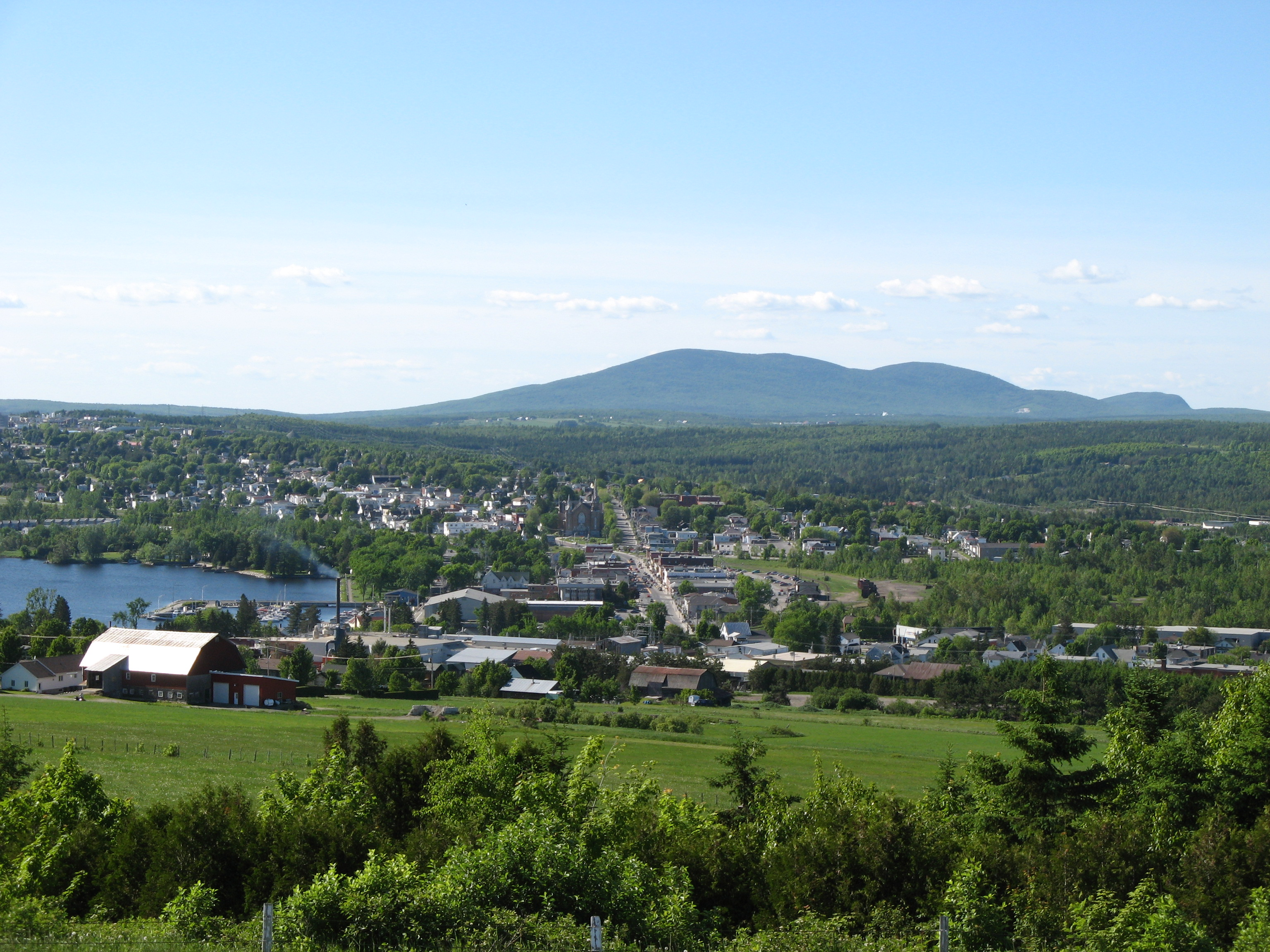
Vue du parc de la croix lumineuse.
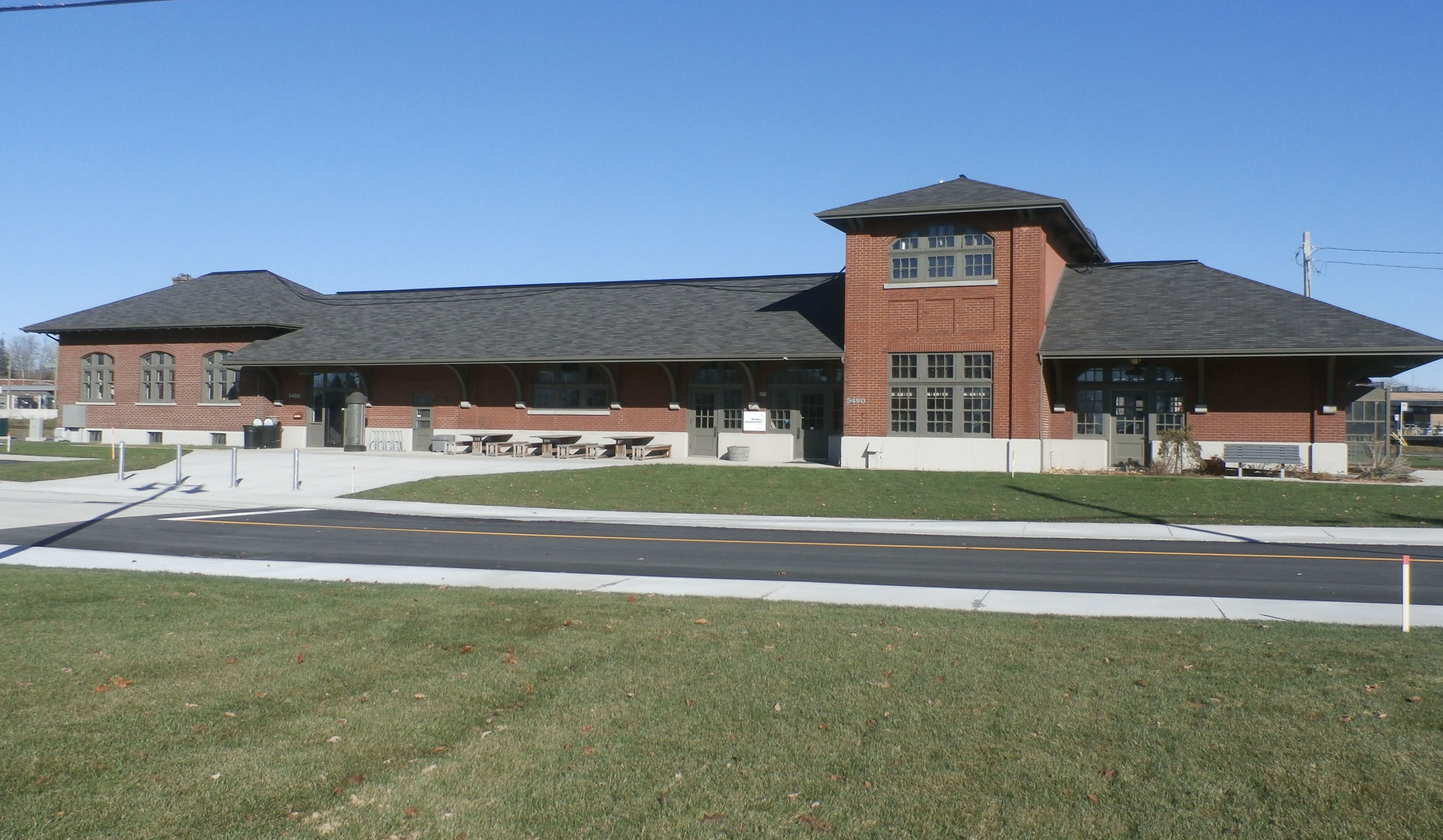
Gare de Lac-Mégantic.
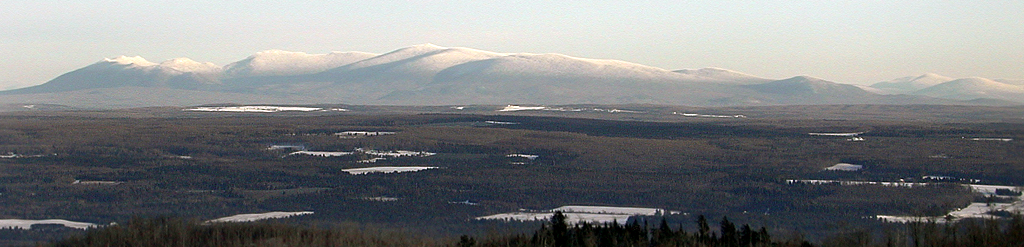
Le mont Mégantic, situé tout près de Lac-Mégantic, à Notre-Dame-des-Bois.
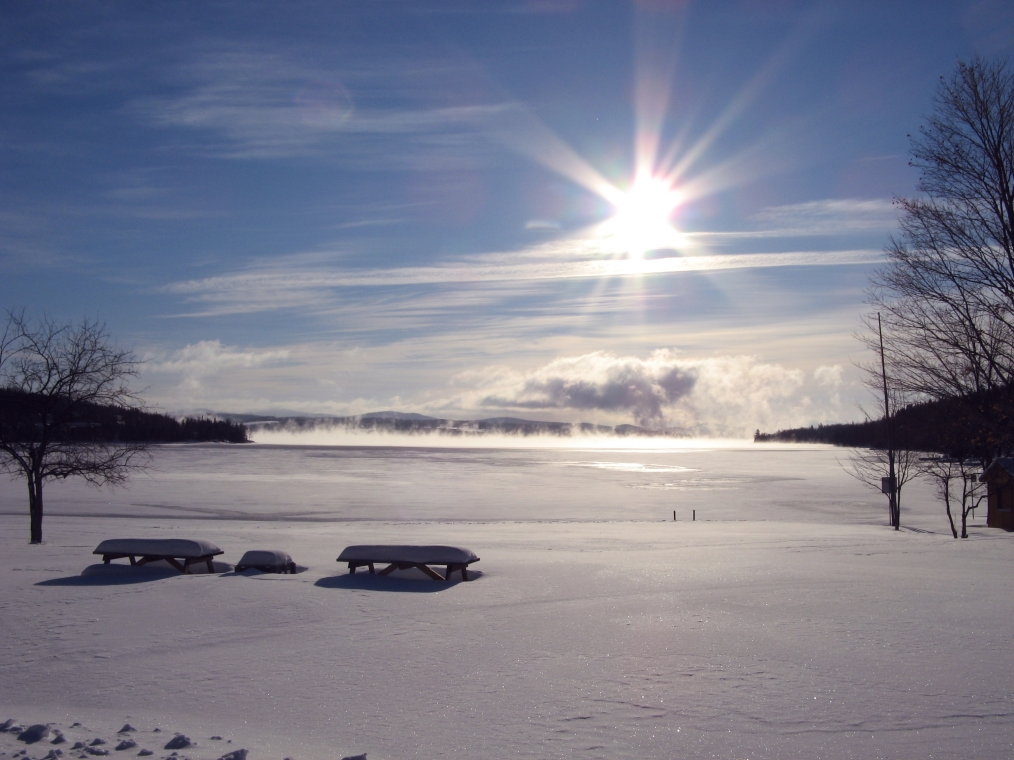
Baie-des-Sables en hiver.
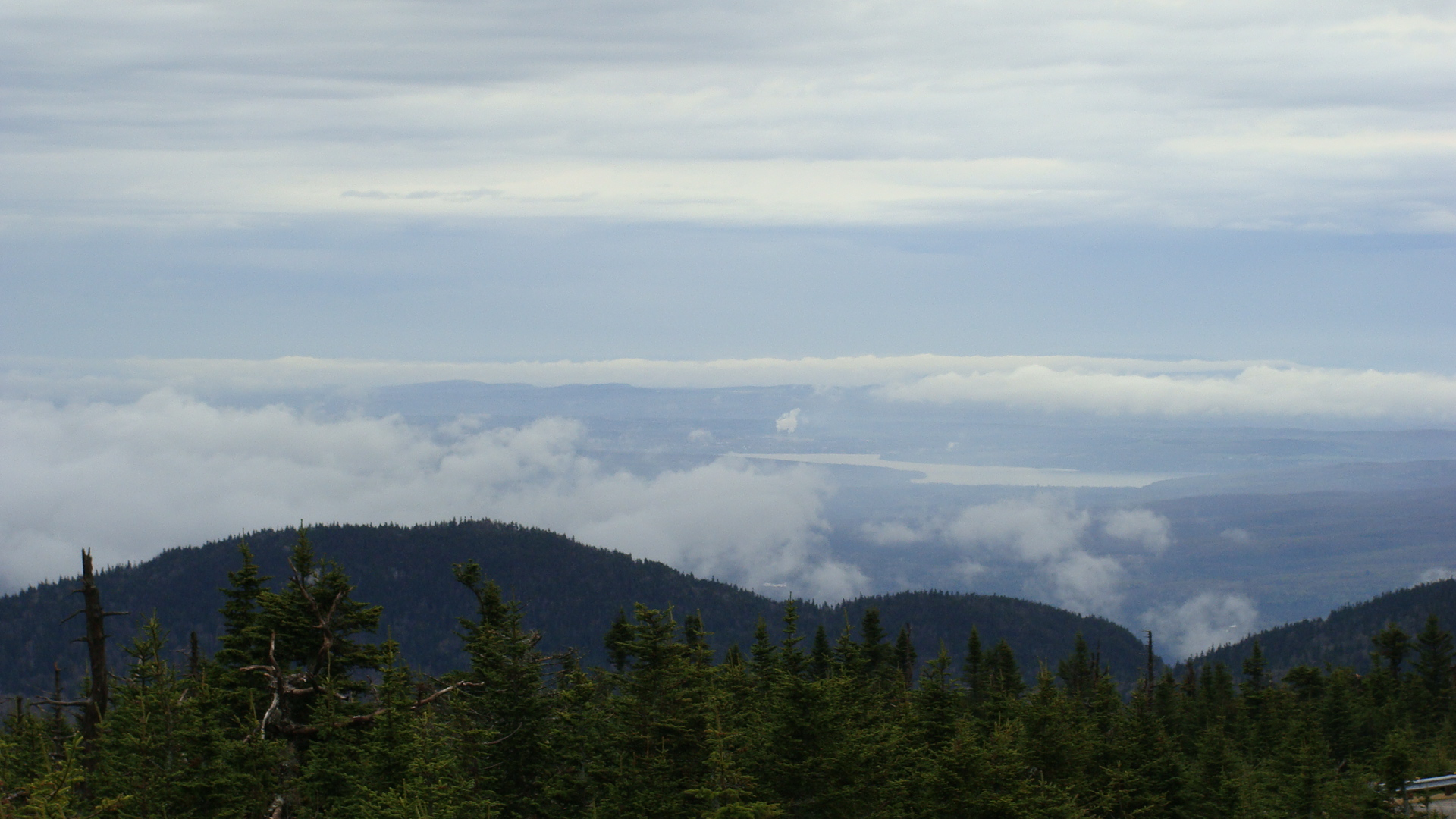
Le lac Mégantic vu du mont Mégantic.
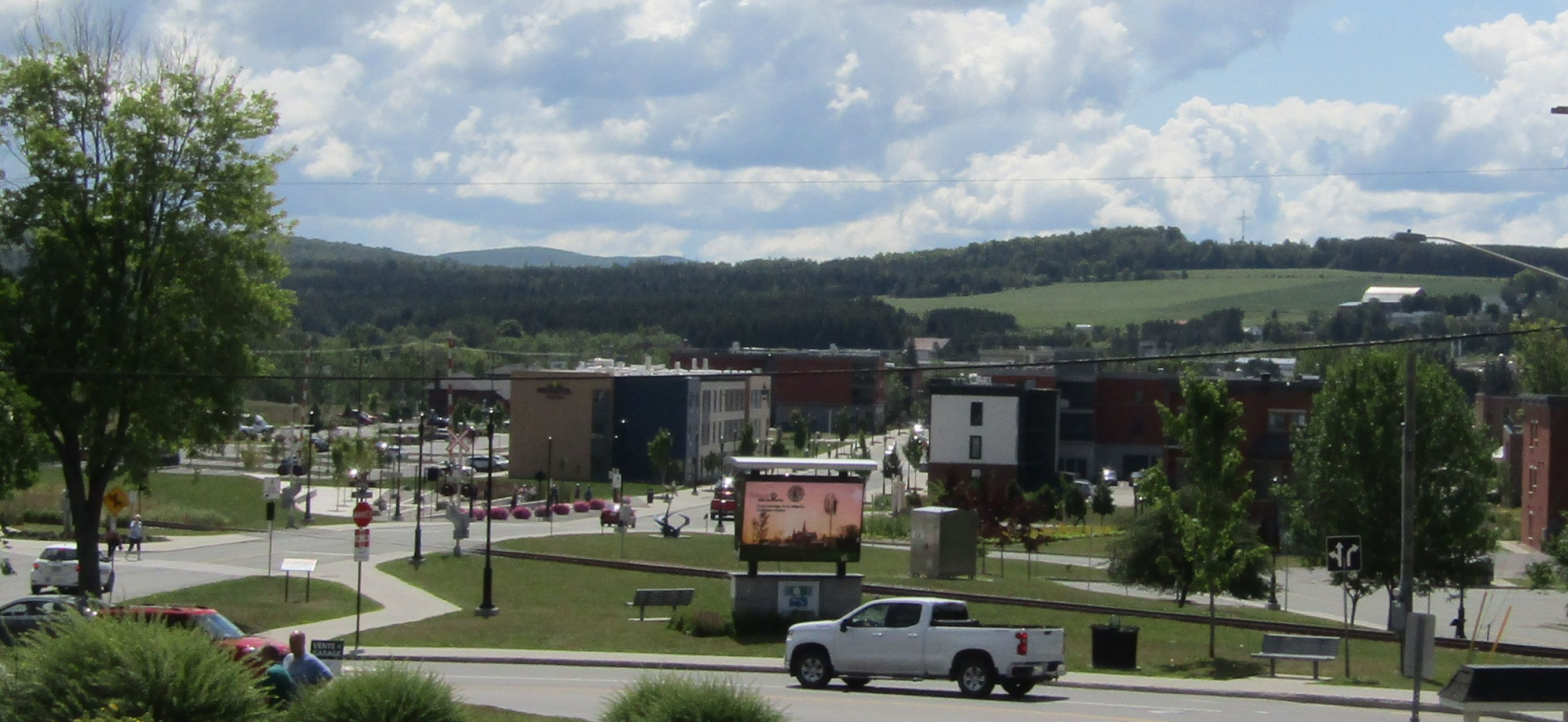
Centre-ville de Lac-Mégantic partiellement reconstruit en 2021, vue vers l'est depuis l'Église Sainte-Agnès.
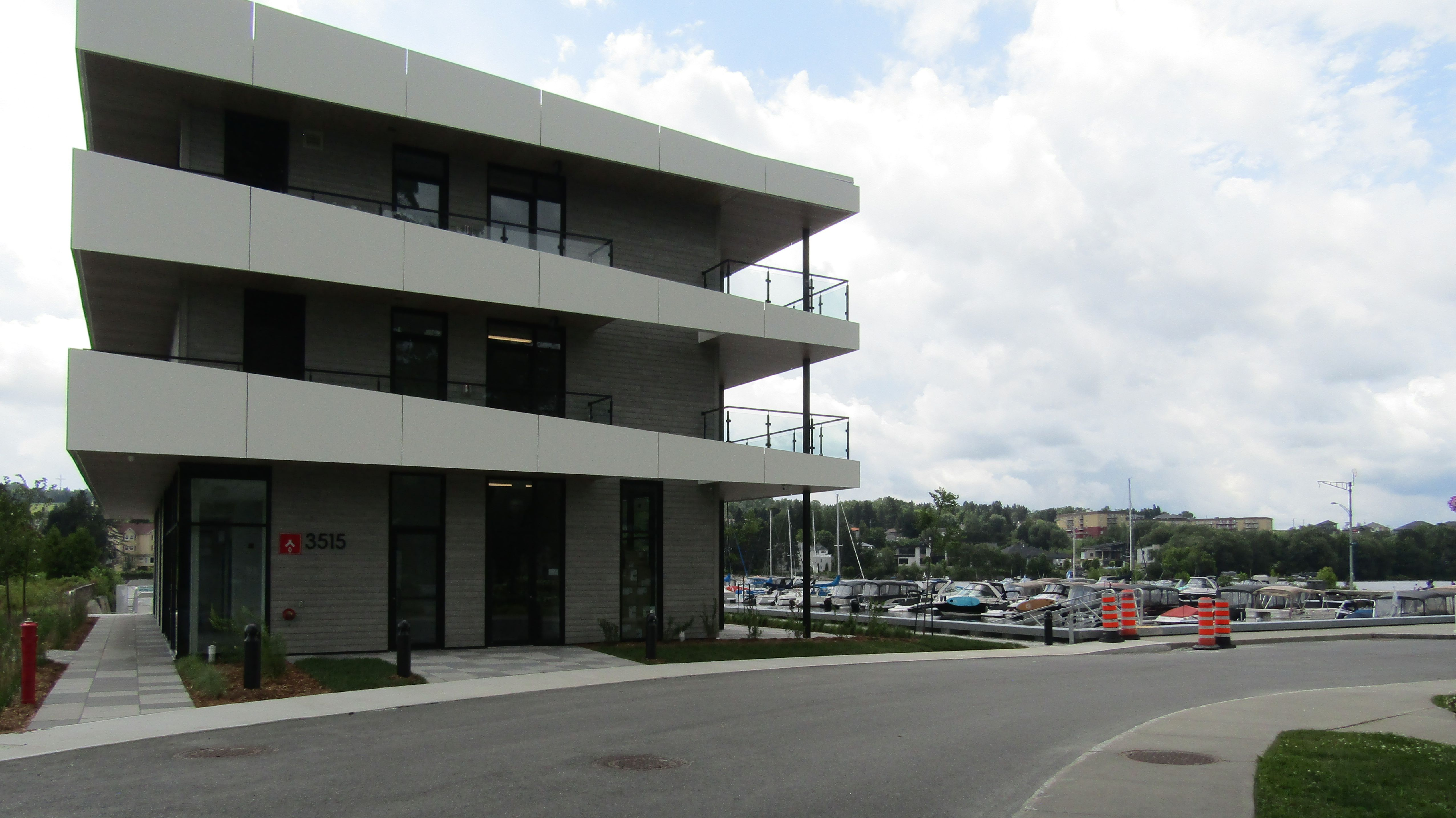
Capitainerie et marina de  Lac-Mégantic en juillet 2025